# 約翰·F·雷曼號驅逐艦
約翰·F·雷曼號驅逐艦 (DDG-137)（英語：USS John F. Lehman) 是一艘美國海軍計劃建造中的阿利·伯克級導彈驅逐艦。該艦將會是同級艦的第87艘，並以費城出生的前美國海軍部長約翰·雷曼命名。